# نيا (مغنية)
إستيفانيا كوريا غونزاليس، والمعروفة بإسم نيا (بالإسبانية: Estefanía Correia González) هي مغنية وكاتبة أغاني ومقدمة برامج تلفزيونية وممثلة وسيدة أعمال إسبانية، ولدت في 2 يناير 1994 في لاس بالماس دي غران كناريا
في إسبانيا.

## روابط خارجية
- NIA على موقع IMDb (الإنجليزية)
- NIA على موقع ميوزك برينز (الإنجليزية)
- NIA على موقع قاعدة بيانات الفيلم (الإنجليزية)